# Gothmog
Gothmog är en litterär figur i J.R.R. Tolkiens fiktiva universum, Arda.
Han var överbefälhavaren av Minas Morgul och Häxmästaren av Angmars närmsta man. Gothmog kommenderade styrkorna från Morgul i Slaget vid Pelennors fält. Det är inte säkert om Gothmog är orch eller en människa. 
I Peter Jacksons film Sagan om konungens återkomst är Gothmog en orch med väldigt missbildat ansikte. Han spelas av Lawrence Makoare.
I den förlängda versionen av filmen dödas Gothmog av Aragorn och Gimli när han försöker döda Éowyn.
En annan Gothmog var balrogernas herre under solens första ålder i Midgårds historia. Han dräpte, och dräptes av, Ecthelion när Morgoth attackerade Gondolin. Han var den största och kraftfullaste av alla balroger. Trolig döptes orchen Gothmog efter den hänsynslösa balrogen.